# Sidónio Bernadino Cardoso da Silva Pais
Sidónio Bernadino Cardoso da Silva Pais (Caminha, 1 de maig de 1872 - Lisboa, 14 de desembre de 1918), militar i polític portuguès, cinquè president de la República Portuguesa, conegut com el "President-Rei".

## Biografia
En 1888 inicia la seva carrera militar en entrar a l'Escola de l'Exèrcit per la branca d'Artilleria. En 1892 va ser ascendit a alferes, en 1895 és ja tinent i el 1906 és nomenat capità. En paral·lel a això, es va llicenciar en Matemàtiques en 1898 per la universitat de Coimbra on posteriorment va impartir classes de Càlcul diferencial i integral.
Va professar idees republicanes des que va freqüentar la Universitat i, com a molts republicans, les seves idees polítiques estaven relacionades amb la maçoneria.
Després de la implantació de la República, va exercir diversos càrrecs polítics: diputat en l'Assemblea Constituent, ministre de Foment al govern de João Pinheiro Chagas, ministre de Finances al govern de Augusto de Vasconcelos, i ambaixador de Portugal en Berlín, on s'estableix fins que, el 9 de març de 1916 torna a Portugal després de rebre el país una declaració de guerra d'Alemanya (I Guerra Mundial).
El 5 de desembre de 1917 lidera un cop d'estat. El 27 de desembre assumeix el càrrec de president de la República en funcions, sent sotmès després a votació. El mandat legitimat pel sufragi comença el 9 de maig de 1918.
Manté des del principi una actitud dictatorial. Comença per alterar la llei electoral segons la seva voluntat, sense consultar al Congrés. Modifica les lleis ja establertes sobre la separació de l'Estat i l'Església Catòlica.
Mentre, les tropes portugueses són massacrades en Leie, Bèlgica. La resposta social al país augmenta. Sofreix un atemptat, al que sobreviu, el 5 de desembre de 1918. No succeirà el mateix en l'estació de Rossio, on és disparat per José Júlio da Costa el 14 de desembre de 1918.